# Zazi Maidan (huyện)
Jaji Maydan là một huyện thuộc tỉnh Khowst, Afghanistan. Dân số thời điểm năm 1999 là 17,912 người.